# Morpho cypris
Morpho cypris är en fjärilsart som beskrevs av John Obadiah Westwood 1851. Morpho cypris ingår i släktet Morpho och familjen praktfjärilar. Inga underarter finns listade i Catalogue of Life.

## Bildgalleri

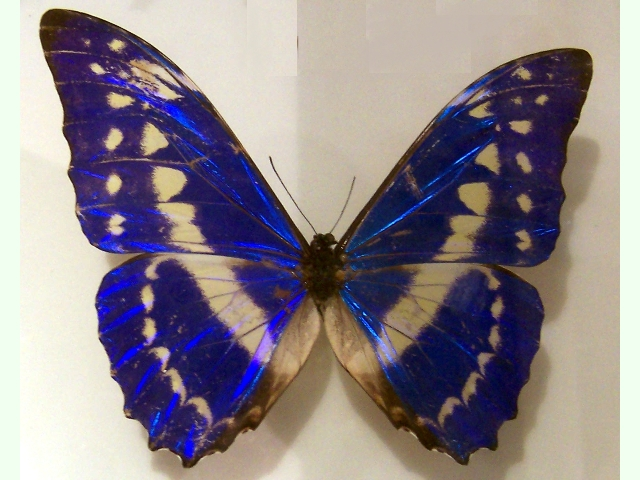
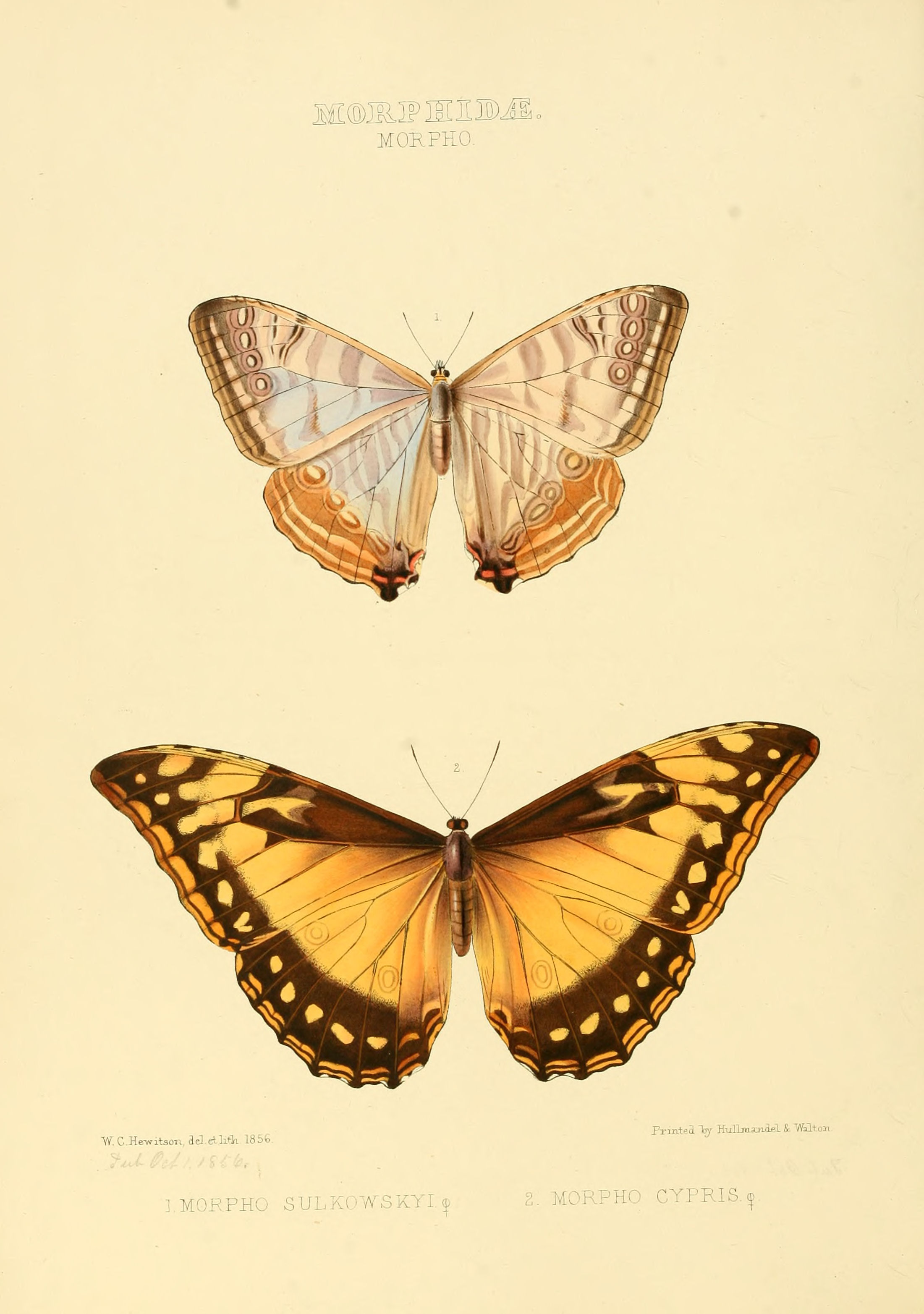
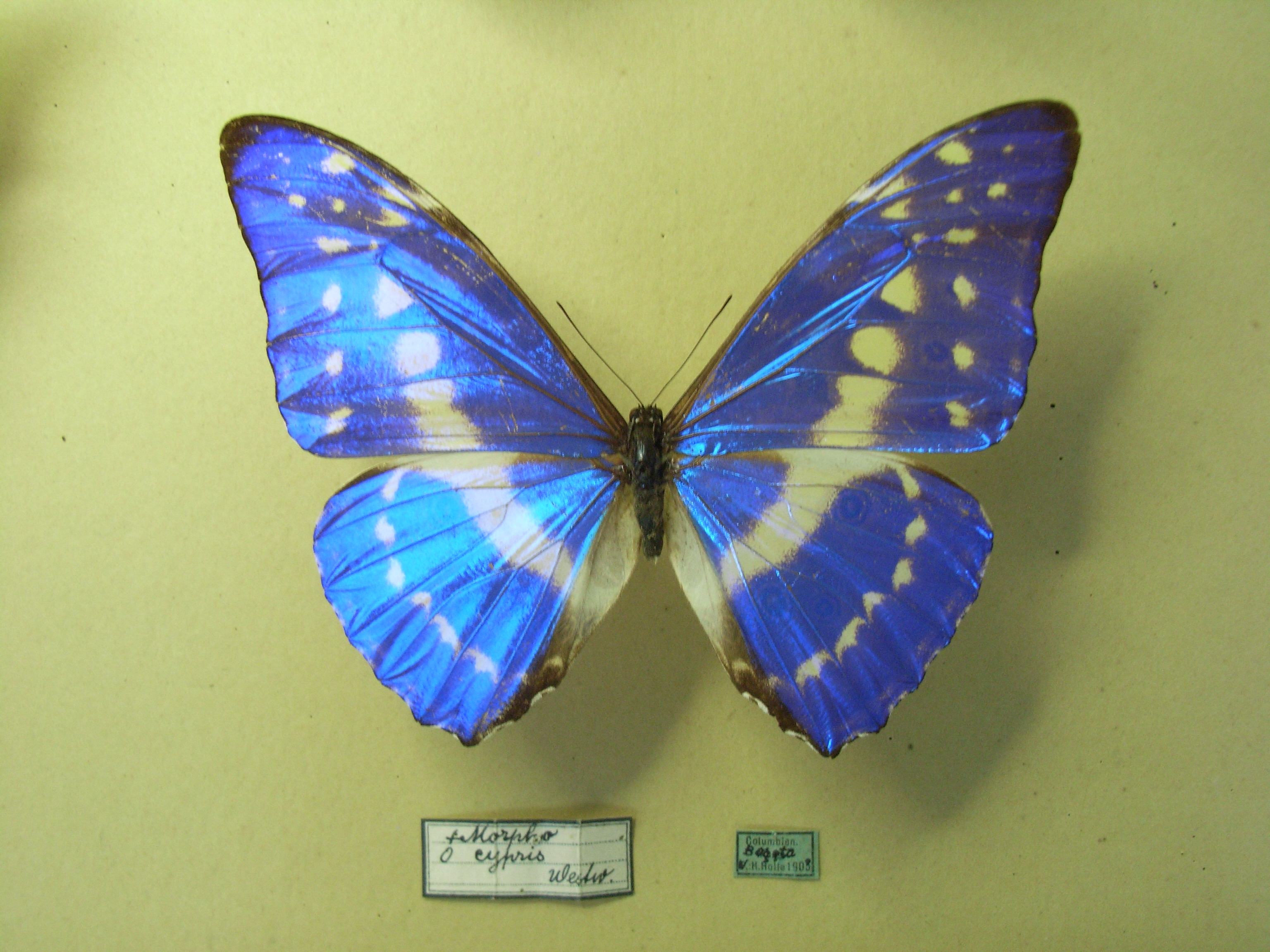